# Stadion im. Ramaza Szengelii
Stadion im. Ramaza Szengelii – wielofunkcyjny stadion w Kutaisi, w Gruzji. Pojemność stadionu wynosi 12 000 widzów. Na obiekcie swoje spotkania rozgrywa drużyna Torpedo Kutaisi.
W 2010 roku stadion przeszedł gruntowną modernizację, w wyniku której ławki na trybunach zastąpiono krzesełkami. W efekcie tego pojemność stadionu uległa zmniejszeniu do 12 000 miejsc. Wtedy również stadion otrzymał imię Giwiego Kiladze. Pod tą nazwą funkcjonował do 2015 roku, kiedy nowym patronem stadionu ogłoszono byłego reprezentanta ZSRR – Ramaza Szengelię.